# Абингтон, Фрэнсис
Фрэнсис «Фанни» Абингтон (англ. Frances «Fanny» Abington; 1737 — 4 марта 1815) — британская актриса и законодательница моды.

## Биография
Родилась в семье рядового солдата как Фрэнсис Бартон. Начинала свою карьеру как цветочница и уличная певица. Работая помощницей у французской модистки, она узнала всё о костюме и выучила французский язык, что, впоследствии, сыграло ей хорошую службу. Её псевдоним — Ноузгэй Фан (англ. Nosegay Fan), закрепился за ней ещё тогда, когда она была девочкой и начинала свою карьеру с цветочницы на свадьбах. Она впервые появилась на сцене в 1755 году в лондонском театре «Хэймаркит» (англ. Haymarket), исполняя роль Миранды из пьесы миссис Сюзанны Сентливры «Хлопотун» (англ. Busybody).
В 1756 году, по рекомендации Самуэля Фута, она стала играть в лондонском театре Друри-Лейн, где затмила Ханну Причард и Китти Клайв. В 1759 году, после неудачного брака с её учителем музыки Джеймсом Абингтоном, она упоминалась в афишах как «Миссис Абингтон». Её первый успех был в Ирландии в роли Леди Таунли в комедии Джона Ванбру и Колли Сиббера «Сердитый муж» (англ. The Provoked Husband), и только по прошествии пяти лет, она, по настоянию Дэвида Гаррика, вернулась в Друри-Лейн. Там она оставалась 19 лет, играя главные роли и сыграв более 30 главных персонажей, самый известный из которых — Леди Тизл (1777).
В апреле 1772 года, когда Джеймс Норткот увидел её Мисс Нотбл в пьесе Колли Сиббера «Последняя ставка Леди», он сказал своему брату:
Я никогда не видел так превосходно исполненную партию за всю мою жизнь, для своего исполнения она имеет всю простоту природы и небольшой оттенок театрального.
Её Шекспировские героини: Беатрис, Порция, Дездемона, Офелия были не менее успешными, чем её комические персонажи: Мисс Хойдэн, Бидди Типкин, Люси Локит и Мисс Прю. Сэр Джошуа Рейнольдс изобразил более полдюжины её портретов в образе Мисс Прю из пьесы Уильяма Конгрива «Любовь за любовь» (англ. Love for love), которые приобрели большую известность. В 1782 году она покинула Друри-Лейн ради Ковент-Гардена. После своего отсутствия на сцене в период 1790—1797, она вновь ненадолго появилась, окончательно уйдя со сцены в 1799 году. Лондонские модницы того времени копировали её наряды, а головной убор, который она носила, получил известность под названием «шляпка Абингтон».